# Jon Robin Baitz
Jon Robin Baitz (Los Angeles, 4 novembre 1961) è un drammaturgo, sceneggiatore, produttore televisivo e attore statunitense.
È il creatore della serie televisiva Brothers & Sisters - Segreti di famiglia, trasmessa dal canale statunitense ABC. Nel 2012 è stato candidato al Premio Pulitzer per la drammaturgia per la sua pièce Other Desert Cities.
Dichiaratamente omosessuale, è stato impegnato in una relazione con il regista Joe Mantello dal 1990 al 2002.

## Filmografia

### Sceneggiatore
- Three Hotels, regia di Joe Mantello - film TV (1990)
- Fallen Angels - serie TV, 1 episodio (1993)
- People I Know, regia di Daniel Algrant (2002)
- West Wing - Tutti gli uomini del Presidente (West Wing) - serie TV, 1 episodio (2003)
- Alias - serie TV, 1 episodio (2005)
- Brothers & Sisters - Segreti di famiglia (Brothers & Sisters) - serie TV, 10 episodi (2006-2007)
- The Slap – serie TV, 8 episodi (2015)
- Stonewall, regia di Roland Emmerich (2015)

### Produttore
- Brothers & Sisters - Segreti di famiglia (Brothers & Sisters) - serie TV, 34 episodi (2006-2008) - produttore esecutivo
- Il colore del fuoco (The Substance of Fire), regia di Daniel J. Sullivan (1996)
- The Slap – serie TV, 8 episodi (2015)

### Attore
- Last Summer in the Hamptons, regia di Henry Jaglom (1995)
- Un giorno, per caso (One Fine Day), regia di Michael Hoffman (1996)
- Maze, regia di Rob Morrow (2000)
- Sam the Man, regia di Gary Winick (2001)
- Hollywood Dreams, regia di Henry Jaglom (2006)